# Höskuldur Þórhallsson
Höskuldur Þor Þorhallsson (8 de mayo de 1973) es un abogado, miembro de parlamento Alþingi y político islandés del Partido Progesista, que fue el principal rival para ser líder de su mismo partido, en la que ganó el político Sigmundur Davíð Gunnlaugsson, que posteriormente llegó a ser primer ministro de Islandia. En esas votaciones, Þorhallsson consiguió 37,9 % y su rival Sigmundur Davíð Gunnlaugsson, consiguió un 40,9%, convirtiéndose en líder del partido y, posteriormente en las Elecciones parlamentarias de Islandia de 2013, en Primer ministro de Islandia.
En  junio de 2012, se le fue retirado el carné de circulación por un alto consumo de alcohol.